# Werner Rodolfo Greuter
Werner Rodolfo Greuter, né le 27 février 1938 à Gênes, est un botaniste naturalisé suisse